# 1607
Il 1607 (MDCVII in numeri romani) è un anno  del XVII secolo.

## Eventi

### Per luogo

#### Africa
- Yaqob viene sconfitto in battaglia e deposto da suo cugino Susenyos, che diviene dunque il Negus dell'Etiopia.

#### Americhe
- 26 aprile: dei coloni inglesi sbarcano a Capo Henry, nell'odierna Virginia, ed in seguito si muovono verso il fiume James per fondare l'insediamento di Jamestown.
- 14 maggio: viene fondata Jamestown, Virginia: è la prima colonia permanente inglese del nuovo mondo.
- 26 maggio: 200 indigeni attaccano il villaggio di Jamestown, uccidendo 1 colono e ferendone 11.
- 15 giugno: viene completata la palizzata del forte di Jamestown in Virginia.
- 13 agosto: la nave Gift of God della Plymouth Company arriva alla foce dell'attuale fiume Kennebec nell'odierno stato del Maine. I coloni inglesi stabiliscono il Fort St. George, noto anche come Colonia Popham. Il villaggio resiste poco più di un anno prima che i residenti tornino in Inghilterra, nella prima nave oceanica costruita nel Nuovo Mondo (una nave pinnace di 30 tonnellate, battezzata The Virginia).
- 10 settembre: a Jamestown in Virginia il presidente Wingfield viene deposto, al suo posto viene eletto Ratcliffe.
- Dicembre – Jamestown: John Smith viene catturato dal capo indiano Opechancanough, inviato dal capo Powhatan per l'esecuzione.
- Il missionario Juan Fonte fonda la prima missione dei Gesuiti tra gli indios Tarahumara nelle montagne della Sierra Madre nel nordovest dell'odierno Messico.

#### Asia
- 19 gennaio: terminano ufficialmente i lavori di costruzione della Chiesa di Sant'Agostino a Manila; si tratta delle più antiche chiese delle Filippine.

### Europa
- 11 marzo: fondazione di Vita, borgo collinare nella zona del Belice (Sicilia occidentale), da parte del Barone Vito Sicomo.
- 25 aprile – Battaglia di Gibilterra: la flotta olandese distrugge la flotta spagnola ancorata nella baia di Gibilterra.
- Rivolta delle Midlands contro l'"Enclosure", il recintare terre comuni – primo uso del termine "Levellers".
  - 8 giugno: culmine della rivolta delle Midlands, nel villaggio di Newton (Midland) nel Northamptonshire. Da 40 a 50 contadini sono uccisi da latifondisti comandati dalla famiglia Tresham.
- 14 settembre: in Irlanda avviene l'evento noto come Flight of Earls. Il secondo duca di Tyrone Hugh O'Neill e il primo duca di Tyrconnel Rory 'Donnell, rifiutando di sottomettersi alla corona inglese, salpano dal Donegal arrivando in Francia e raggiungendo in seguito la città di Roma.
- Viene cantato per la prima volta God Save the King, l'inno nazionale del Regno Unito.

### Per argomento

#### Astronomia
- 27 ottobre (calendario gregoriano): XXV passaggio noto della cometa di Halley al perielio, accuratamente osservata da molti astronomi, tra questi l'astronomo tedesco Johannes Kepler. (Evento astronomico 1P/1607 S1)

#### Economia
- Bancarotta effettiva (ma non dichiarata) della Corona di Spagna.
- 13 gennaio: la Banca di Genova fallisce dopo l'annuncio della bancarotta nazionale in Spagna.

#### Fisica
- Galileo costruisce il primo termometro

#### Geologia
- 20 gennaio: inondazione nel canale di Bristol, nel Regno Unito, che uccide 2000 persone causata probabilmente da uno tsunami.

#### Religione
- 7 aprile: Papa Paolo V approva la Compagnia di Maria Nostra Signora, fondata da Giovanna de Lestonnac.
- 23 giugno: apparizione della Madonna ad Ardesio

## Nati

### Gennaio
- 10 gennaio - Isacco Jogues, gesuita e missionario francese († 1646)
- 15 gennaio - Cassiano da Nantes, presbitero e missionario francese († 1638)
- 31 gennaio - James Stanley, VII conte di Derby, politico e militare inglese († 1651)

### Febbraio
- 6 febbraio - Giovanni Pietro d'Altemps, III duca di Gallese, nobile italiano († 1691)
- 23 febbraio - Henry Arundell, III barone Arundell di Wardour, nobile e politico inglese († 1694)
- 27 febbraio - Giovan Francesco Loredan, scrittore italiano († 1661)

### Marzo
- 7 marzo - Innico Caracciolo, cardinale e arcivescovo cattolico italiano († 1685)
- 8 marzo - Johann Rist, poeta e drammaturgo tedesco († 1667)
- 12 marzo - Paul Gerhardt, poeta tedesco († 1676)
- 24 marzo - Michiel de Ruyter, ammiraglio olandese († 1676)

### Aprile
- 1º aprile - Maria Eleonora di Brandeburgo, principessa tedesca († 1675)
- 5 aprile - Honoré Fabri, teologo, matematico e fisico francese († 1688)
- 16 aprile - Nicola Enrico di Borbone-Francia, principe francese († 1611)
- 26 aprile - Maddalena Caterina del Palatinato-Zweibrücken, nobile tedesca († 1648)

### Maggio
- 20 maggio - Ottavio Ferrari, archeologo, filologo e bibliotecario italiano († 1682)
- 22 maggio - Girolamo Buonvisi, cardinale e arcivescovo cattolico italiano († 1677)
- 24 maggio - Niccolò Toppi, storico e bibliografo italiano († 1681)
- 31 maggio - Johann Wilhelm Baur, pittore tedesco († 1640)

### Giugno
- 6 giugno - Andrea Massa, vescovo cattolico italiano († 1655)
- 14 giugno - Fabrizio Savelli, cardinale italiano († 1659)

### Luglio
- 10 luglio - Philippe Labbe, gesuita, storico e grecista francese († 1667)
- 12 luglio - Jean Petitot, pittore svizzero († 1691)
- 13 luglio - Wenceslaus Hollar, incisore ceco († 1677)
- 23 luglio - Alberico II Cybo-Malaspina, sovrano italiano († 1690)
- 28 luglio - Ulrich Franz von Kolowrat-Liebsteinsky, nobile e politico austriaco († 1650)

### Agosto
- 5 agosto - Antonio Barberini, cardinale italiano († 1671)
- 6 agosto - Robert Drouin, operaio francese († 1685)
- 6 agosto - Dirck van der Lisse, pittore e disegnatore olandese († 1669)
- 11 agosto - Francesco Fernández de Capillas, presbitero spagnolo († 1648)
- 15 agosto - Ermanno IV d'Assia-Rotenburg,  tedesco († 1658)
- 16 agosto - Claude de Rouvroy de Saint-Simon, duca († 1693)
- 18 agosto - Samuel Guichenon, storico, genealogista e avvocato francese († 1664)

### Settembre
- 4 settembre - Candida Xu, filantropa cinese († 1680)
- 12 settembre - Alessandro Crescenzi, cardinale e arcivescovo cattolico italiano († 1688)
- 15 settembre - Carlo di Spagna, nobile († 1632)
- 24 settembre - Fabrizio Caracciolo, duca di Girifalco, nobile e militare italiano († 1683)
- 25 settembre - Dorotea di Anhalt-Zerbst, nobile († 1634)
- 26 settembre - Francesco Cairo, pittore italiano († 1665)
- 29 settembre - Domenico Colese, brigante italiano († 1648)

### Ottobre
- 4 ottobre - Francisco de Rojas Zorrilla, drammaturgo spagnolo († 1648)
- 15 ottobre - Madeleine de Scudéry, scrittrice francese († 1701)
- 17 ottobre - Maddalena Corvina, miniatrice e pittrice italiana († 1664)
- 22 ottobre - Francesco Difnico, scrittore, storico e umanista italiano († 1672)
- 24 ottobre - Jan Lievens, pittore olandese († 1674)
- 29 ottobre - Angelico Aprosio, letterato e scrittore italiano († 1681)

### Novembre
- 1º novembre - Georg Philipp Harsdörffer, poeta, letterato e traduttore tedesco († 1658)
- 5 novembre - Anna Maria van Schurman, filosofa, poetessa e scienziata olandese († 1678)
- 6 novembre - Sigmund Theophil Staden, organista e compositore tedesco († 1655)
- 15 novembre - Ernesto Casimiro di Nassau-Weilburg, nobile tedesco († 1655)
- 25 novembre - Andreas Heinrich Bucholtz, scrittore, poeta e teologo tedesco († 1671)
- 26 novembre - John Harvard, pastore protestante britannico († 1638)
- 28 novembre - Francesco Maria Sforza Pallavicino, cardinale e storico italiano († 1667)

### Dicembre
- 8 dicembre - Johann Eberhard Nidhard, cardinale e arcivescovo cattolico austriaco († 1681)
- 26 dicembre - Pacecco De Rosa, pittore italiano († 1656)

### Senza giorno specificato
- Cornelis Saftleven, pittore, incisore e disegnatore olandese († 1681)
- Paolo Abriani, religioso, poeta e traduttore italiano († 1699)
- Hendrick Andriessen, pittore fiammingo († 1655)
- Julie d'Angennes, nobile francese († 1671)
- Agostino Beltrano, pittore italiano († 1656)
- Diego de Benavides y de la Cueva, ufficiale spagnolo († 1666)
- Archibald Campbell, I marchese di Argyll, nobile scozzese († 1661)
- Andrea Cirrincione, architetto e religioso italiano († 1683)
- Antonio Del Grande, architetto italiano († 1679)
- Aniello Falcone, pittore e artista italiano († 1656)
- Frans Francken III, pittore fiammingo († 1667)
- Francesco Garbarino, doge († 1672)
- Melchiorre Gherardini, pittore italiano († 1668)
- Antoine Gombaud, scrittore francese († 1684)
- Antonius Hambroek, missionario olandese († 1661)
- George Hamilton, I baronetto di Donalong, militare scozzese († 1679)
- Jasper Hanebuth, serial killer e mercenario tedesco († 1653)
- Christoffel Jacobsz van der Laemen, pittore fiammingo
- Giovanni Girolamo Lomellini, cardinale italiano († 1659)
- Niccolò Francesco Maffei, architetto italiano († 1671)
- Damien de Martel, marchese de la Porte, ammiraglio francese († 1681)
- Arnold Johan Messenius, storico svedese († 1651)
- Filadelfo Mugnos, storico, genealogista e poeta italiano († 1675)
- Nevesinli Salih Pascià, politico ottomano († 1647)
- Giunio Palmotta, drammaturgo, poeta e traduttore dalmata († 1657)
- Cesare Penna, scultore italiano († 1653)
- Giuseppe Maria Pizzini, vescovo cattolico italiano († 1648)
- Erasmus Quellinus il Giovane, pittore fiammingo († 1678)
- Giovanni Antonio Rocca, matematico italiano († 1656)
- Jacopo Salviati, I duca di Giuliano, nobile, mecenate e poeta italiano († 1672)
- François Auguste de Thou, magistrato francese († 1642)
- Gerard Pietersz van Zijl, pittore e disegnatore olandese († 1665)
- Dawar Bakhsh, principe indiano († 1628)
- Ermeni Suleyman Pascià, politico ottomano († 1687)
- İpşiri Mustafa Pascià, politico ottomano († 1655)
- Hendrick van Somer, pittore fiammingo

## Morti

### Gennaio
- 6 gennaio - Guidobaldo Del Monte, matematico, filosofo e astronomo italiano (n. 1545)
- 11 gennaio - Camillo Aulari, vescovo cattolico italiano
- 19 gennaio - Anne Morgan, nobildonna inglese (n. 1529)
- 23 gennaio - Massimiliano Palombara, arcivescovo cattolico italiano
- 26 gennaio - Annibale Gagini, orafo e scultore italiano

### Febbraio
- 3 febbraio - Tolomeo Gallio, cardinale e arcivescovo cattolico italiano (n. 1527)
- 22 febbraio - Gustavo Vasa (n. 1568)
- 23 febbraio - Guido Sforza Gonzaga, nobile e condottiero italiano (n. 1552)
- 28 febbraio - Rusu Masakege, militare giapponese (n. 1549)

### Marzo
- 11 marzo - Giovanni Maria Nanino, compositore e cantore italiano
- 17 marzo - Silvestro Invrea, doge (n. 1530)

### Aprile
- 1º aprile - Matsudaira Tadayoshi, militare giapponese (n. 1580)
- 6 aprile - Giovanni Francesco Mocenigo, politico italiano (n. 1558)
- 9 aprile - Eleonora di Hohenzollern, principessa prussiana (n. 1583)
- 15 aprile - César de Bus, presbitero francese (n. 1544)
- 22 aprile - Francesco Piccolomini, filosofo italiano (n. 1523)
- 25 aprile - Jacob van Heemskerck, esploratore e ammiraglio olandese (n. 1567)
- 28 aprile - Luigi Rodriguez, pittore italiano

### Maggio
- 3 maggio - Agnes Douglas, nobildonna scozzese (n. 1574)
- 11 maggio - Michele Ruggieri, gesuita, missionario e linguista italiano (n. 1543)
- 17 maggio - Anna d'Este, nobile (n. 1531)
- 21 maggio - John Rainolds, teologo e scrittore inglese (n. 1549)
- 25 maggio - Maria Maddalena de' Pazzi, monaca cristiana, mistica e santa italiana (n. 1566)

### Giugno
- 2 giugno - Yūki Hideyasu, militare giapponese (n. 1574)
- 10 giugno - John Popham, giurista inglese (n. 1531)
- 19 giugno - Giobbe, monaco cristiano, arcivescovo ortodosso e santo russo (n. 1525)
- 28 giugno - Domenico Fontana, architetto italiano (n. 1543)
- 30 giugno - Cesare Baronio, storico, religioso e cardinale italiano (n. 1538)

### Luglio
- 6 luglio - Achille Gagliardi, filosofo, gesuita e teologo italiano (n. 1538)
- 7 luglio - Penelope Devereux, nobildonna inglese (n. 1563)
- 13 luglio - Carlo Antonio Dal Pozzo, arcivescovo cattolico e giurista italiano (n. 1547)
- 24 luglio - Alessandro Pieroni, architetto e pittore italiano (n. 1550)

### Agosto
- 10 agosto - Giacomo Menochio, giurista italiano (n. 1532)
- 17 agosto - Anselmo Marzato, cardinale, arcivescovo cattolico e teologo italiano (n. 1557)
- 20 agosto - Ercole Sassonia, medico italiano (n. 1551)
- 21 agosto - Cesare Speciano, vescovo cattolico italiano (n. 1539)
- 22 agosto - Bartholomew Gosnold, esploratore e giurista inglese (n. 1572)
- 25 agosto - Luca Pinelli, gesuita e teologo italiano (n. 1542)

### Settembre
- 8 settembre - Girolamo Rossi, storico, filosofo e medico italiano (n. 1539)
- 11 settembre - Luzzasco Luzzaschi, organista e compositore italiano (n. 1545)
- 14 settembre - Simion Movilă, principe moldavo
- 14 settembre - Fulvia di Randan, nobildonna italiana (n. 1534)
- 22 settembre - Alessandro Allori, pittore italiano (n. 1535)

### Ottobre
- 6 ottobre - Giovanni Ruiz de Villoslada, vescovo cattolico italiano (n. 1545)
- 31 ottobre - Wawrzyniec Grzymała Goślicki, vescovo cattolico, filosofo e nobile polacco (n. 1538)

### Novembre
- 7 novembre - Ana de Velasco y Girón, nobile spagnola (n. 1585)
- 8 novembre - Elisabetta di Anhalt-Zerbst, principessa (n. 1563)
- 20 novembre - Giorgio Basta, generale e mercenario italiano (n. 1544)
- 24 novembre - Carlo di Lorena, cardinale francese (n. 1567)

### Dicembre
- 1º dicembre - Agostino Doria, doge (n. 1540)
- 2 dicembre - Tsugaru Nobutake, militare giapponese (n. 1574)
- 31 dicembre - Edmund Shakespeare, attore teatrale britannico (n. 1580)

### Senza giorno specificato
- Antonio Amati, liutaio italiano
- Abraham Angermannus, arcivescovo luterano svedese
- Georg Bartisch, oculista tedesco (n. 1535)
- Francesco Bianciardi, organista e compositore italiano (n. 1570)
- Andrea Boscoli, pittore italiano
- Giovanni Caracca, pittore fiammingo
- Francesco Cardillo, pittore italiano
- Alessandro Casolani, pittore italiano (n. 1552)
- Gillis van Coninxloo, pittore fiammingo (n. 1544)
- Arthur Dent, scrittore inglese
- Giovan Battista Deti, letterato italiano (n. 1539)
- Ğazı II Giray (n. 1551)
- Giulio Cesare Guarnieri, vescovo cattolico italiano
- Enrique de Guzmán, politico e nobile spagnolo (n. 1540)
- Girolamo Imparato, pittore italiano (n. 1549)
- Kasuya Takenori, militare giapponese (n. 1562)
- Emilio Luci, politico e giurista italiano (n. 1546)
- Diego Núñez de Avendaño,  spagnolo
- Domenico Ragnina, poeta italiano (n. 1536)
- Paolo Regio, letterato e vescovo cattolico italiano (n. 1541)
- Gaspar de Rodas (n. 1518)
- Rocco Rodio, compositore e teorico musicale italiano (n. 1530)
- Jan Saenredam, pittore, incisore e cartografo olandese (n. 1565)
- Matteo Sanminiato, arcivescovo cattolico italiano
- Onorio Savelli, VII signore di Rignano, nobile e criminale italiano
- Pieter Schoubroeck, pittore fiammingo
- Lorenzo Suárez de Figueroa y Córdoba, diplomatico spagnolo (n. 1559)
- Utsunomiya Kunitsuna, militare giapponese (n. 1568)
- Davide Vaccari, doge (n. 1518)
- Bento de Góis, missionario portoghese (n. 1562)
- Jean de La Taille, poeta e drammaturgo francese (n. 1540)

## Calendario
| Calendario 1607 | Calendario 1607 | Calendario 1607 | Calendario 1607 | Calendario 1607 | Calendario 1607 | Calendario 1607 | Calendario 1607 | Calendario 1607 | Calendario 1607 | Calendario 1607 | Calendario 1607 | Calendario 1607 | Calendario 1607 | Calendario 1607 | Calendario 1607 | Calendario 1607 | Calendario 1607 | Calendario 1607 | Calendario 1607 | Calendario 1607 | Calendario 1607 | Calendario 1607 | Calendario 1607 | Calendario 1607 | Calendario 1607 | Calendario 1607 | Calendario 1607 | Calendario 1607 | Calendario 1607 | Calendario 1607 | Calendario 1607 | Calendario 1607 |
| --------------- | --------------- | --------------- | --------------- | --------------- | --------------- | --------------- | --------------- | --------------- | --------------- | --------------- | --------------- | --------------- | --------------- | --------------- | --------------- | --------------- | --------------- | --------------- | --------------- | --------------- | --------------- | --------------- | --------------- | --------------- | --------------- | --------------- | --------------- | --------------- | --------------- | --------------- | --------------- | --------------- |
|                 | 1               | 2               | 3               | 4               | 5               | 6               | 7               | 8               | 9               | 10              | 11              | 12              | 13              | 14              | 15              | 16              | 17              | 18              | 19              | 20              | 21              | 22              | 23              | 24              | 25              | 26              | 27              | 28              | 29              | 30              | 31              |                 |
| Gennaio         | Lu              | Ma              | Me              | Gi              | Ve              | Sa              | Do              | Lu              | Ma              | Me              | Gi              | Ve              | Sa              | Do              | Lu              | Ma              | Me              | Gi              | Ve              | Sa              | Do              | Lu              | Ma              | Me              | Gi              | Ve              | Sa              | Do              | Lu              | Ma              | Me              |                 |
| Febbraio        | Gi              | Ve              | Sa              | Do              | Lu              | Ma              | Me              | Gi              | Ve              | Sa              | Do              | Lu              | Ma              | Me              | Gi              | Ve              | Sa              | Do              | Lu              | Ma              | Me              | Gi              | Ve              | Sa              | Do              | Lu              | Ma              | Me              |                 |                 |                 |                 |
| Marzo           | Gi              | Ve              | Sa              | Do              | Lu              | Ma              | Me              | Gi              | Ve              | Sa              | Do              | Lu              | Ma              | Me              | Gi              | Ve              | Sa              | Do              | Lu              | Ma              | Me              | Gi              | Ve              | Sa              | Do              | Lu              | Ma              | Me              | Gi              | Ve              | Sa              |                 |
| Aprile          | Do              | Lu              | Ma              | Me              | Gi              | Ve              | Sa              | Do              | Lu              | Ma              | Me              | Gi              | Ve              | Sa              | Do              | Lu              | Ma              | Me              | Gi              | Ve              | Sa              | Do              | Lu              | Ma              | Me              | Gi              | Ve              | Sa              | Do              | Lu              |                 |                 |
| Maggio          | Ma              | Me              | Gi              | Ve              | Sa              | Do              | Lu              | Ma              | Me              | Gi              | Ve              | Sa              | Do              | Lu              | Ma              | Me              | Gi              | Ve              | Sa              | Do              | Lu              | Ma              | Me              | Gi              | Ve              | Sa              | Do              | Lu              | Ma              | Me              | Gi              |                 |
| Giugno          | Ve              | Sa              | Do              | Lu              | Ma              | Me              | Gi              | Ve              | Sa              | Do              | Lu              | Ma              | Me              | Gi              | Ve              | Sa              | Do              | Lu              | Ma              | Me              | Gi              | Ve              | Sa              | Do              | Lu              | Ma              | Me              | Gi              | Ve              | Sa              |                 |                 |
| Luglio          | Do              | Lu              | Ma              | Me              | Gi              | Ve              | Sa              | Do              | Lu              | Ma              | Me              | Gi              | Ve              | Sa              | Do              | Lu              | Ma              | Me              | Gi              | Ve              | Sa              | Do              | Lu              | Ma              | Me              | Gi              | Ve              | Sa              | Do              | Lu              | Ma              |                 |
| Agosto          | Me              | Gi              | Ve              | Sa              | Do              | Lu              | Ma              | Me              | Gi              | Ve              | Sa              | Do              | Lu              | Ma              | Me              | Gi              | Ve              | Sa              | Do              | Lu              | Ma              | Me              | Gi              | Ve              | Sa              | Do              | Lu              | Ma              | Me              | Gi              | Ve              |                 |
| Settembre       | Sa              | Do              | Lu              | Ma              | Me              | Gi              | Ve              | Sa              | Do              | Lu              | Ma              | Me              | Gi              | Ve              | Sa              | Do              | Lu              | Ma              | Me              | Gi              | Ve              | Sa              | Do              | Lu              | Ma              | Me              | Gi              | Ve              | Sa              | Do              |                 |                 |
| Ottobre         | Lu              | Ma              | Me              | Gi              | Ve              | Sa              | Do              | Lu              | Ma              | Me              | Gi              | Ve              | Sa              | Do              | Lu              | Ma              | Me              | Gi              | Ve              | Sa              | Do              | Lu              | Ma              | Me              | Gi              | Ve              | Sa              | Do              | Lu              | Ma              | Me              |                 |
| Novembre        | Gi              | Ve              | Sa              | Do              | Lu              | Ma              | Me              | Gi              | Ve              | Sa              | Do              | Lu              | Ma              | Me              | Gi              | Ve              | Sa              | Do              | Lu              | Ma              | Me              | Gi              | Ve              | Sa              | Do              | Lu              | Ma              | Me              | Gi              | Ve              |                 |                 |
| Dicembre        | Sa              | Do              | Lu              | Ma              | Me              | Gi              | Ve              | Sa              | Do              | Lu              | Ma              | Me              | Gi              | Ve              | Sa              | Do              | Lu              | Ma              | Me              | Gi              | Ve              | Sa              | Do              | Lu              | Ma              | Me              | Gi              | Ve              | Sa              | Do              | Lu              |                 |